# Cú lợn Sulawesi
Cú lợn Sulawesi (danh pháp hai phần: Tyto rosenbergii) là một loài chim thuộc Chi Cú lợn, Họ Cú lợn (Tytonidae).. Cú lợn Sulawesi có nguồn gốc từ Indonesia nhưng vùng sinh sống khá rộng.